# Rowen Fernández
Rowen Fernández (Springs, 28 febbraio 1978) è un ex calciatore sudafricano, di origine spagnola, di ruolo portiere.

## Carriera

### Club
È stato ingaggiato dai Kaizer Chiefs assieme al centrocampista Stanton Fredericks, entrambi provenienti dal Wits University e protagonisti di una buona stagione. Fernández avrebbe dovuto sostituire Brian Baloyi, in procinto di firmare un remunerativo contratto in Europa.
Inizialmente, ha dovuto faticare per diventare il titolare della squadra, perché Baloyi ha sempre fornito delle buone prestazioni, settimana dopo settimana. La grande occasione è arrivata alla Vodacom Challenge, quando è stato impiegato nella sfida contro i ghanesi degli Hearts of Oak al Royal Bafokeng Stadium, nel match disputato il 30 giugno 2001. I Chiefs si sono aggiudicati l'incontro per due a zero. Ha debuttato in campionato il 22 agosto 2001, nella vittoria per due a uno sul Maritzburg United.
È stato soprannominato Spider, per il suo amore nei confronti di ragni e serpenti. Ad aprile 2003, è stato morso proprio da uno dei suoi ragni ed è stato ricoverato in ospedale. Durante quella stagione, aveva contribuito a mantenere al primo posto i Chiefs, oltre ad aver giocato nel cinque a zero ai danni dello Sporting in Nedbank Cup.
Comunque, quel campionato è iniziato in maniera positiva per Fernández, a cui è stata data la possibilità di giocare titolare a discapito di Baloyi.
Nella stagione 2006-2007, ha siglato due reti: a febbraio 2007, infatti, ha approfittato di una respinta dell'ex-compagno di squadra Baloyi, nel frattempo passato ai Mamelodi Sundowns, su un suo calcio di rigore. Ha infatti messo a segno un gol da corta distanza. Il fatto che abbia segnato su respinta e non direttamente dal penalty, gli ha permesso di essere ricordato come marcatore su azione da gioco e non da calcio da fermo. L'altra rete è arrivata su calcio di rigore, contro la sua ex-squadra, il Wits University.
A giugno 2007, è stato acquistato dall'Arminia Bielefeld, in Germania, a parametro zero. Ha infatti seguito il suo allenatore ai Chiefs, Ernst Middendorp, appena tornato sulla panchina dell'Arminia ma esonerato a dicembre dello stesso anno.

### Nazionale
Ha esordito in Nazionale nella vittoria per due a zero sulla Tunisia, ad agosto 2004. Ha partecipato poi alla Coppa delle nazioni africane 2008 e alla Confederations Cup 2009.

## Statistiche

### Cronologia presenze e reti in nazionale
| Cronologia completa delle presenze e delle reti in nazionale ― Sudafrica | Cronologia completa delle presenze e delle reti in nazionale ― Sudafrica | Cronologia completa delle presenze e delle reti in nazionale ― Sudafrica | Cronologia completa delle presenze e delle reti in nazionale ― Sudafrica | Cronologia completa delle presenze e delle reti in nazionale ― Sudafrica | Cronologia completa delle presenze e delle reti in nazionale ― Sudafrica | Cronologia completa delle presenze e delle reti in nazionale ― Sudafrica | Cronologia completa delle presenze e delle reti in nazionale ― Sudafrica |
| Data                                                                     | Città                                                                    | In casa                                                                  | Risultato                                                                | Ospiti                                                                   | Competizione                                                             | Reti                                                                     | Note                                                                     |
| ------------------------------------------------------------------------ | ------------------------------------------------------------------------ | ------------------------------------------------------------------------ | ------------------------------------------------------------------------ | ------------------------------------------------------------------------ | ------------------------------------------------------------------------ | ------------------------------------------------------------------------ | ------------------------------------------------------------------------ |
| 18-8-2004                                                                | Tunisi                                                                   | Tunisia                                                                  | 0 – 2                                                                    | Sudafrica                                                                | Amichevole                                                               | -                                                                        | 46’                                                                      |
| 13-8-2005                                                                | Mafikeng                                                                 | Sudafrica                                                                | 2 – 2 (8 – 9 dtr)                                                        | Zambia                                                                   | Coppa COSAFA 2005 - Semifinale                                           | -2                                                                       |                                                                          |
| 12-11-2005                                                               | Port Elizabeth                                                           | Sudafrica                                                                | 2 – 3                                                                    | Senegal                                                                  | Amichevole                                                               | -1                                                                       | 59’                                                                      |
| 16-8-2006                                                                | Windhoek                                                                 | Namibia                                                                  | 0 – 1                                                                    | Sudafrica                                                                | Amichevole                                                               | -                                                                        |                                                                          |
| 2-9-2006                                                                 | Johannesburg                                                             | Sudafrica                                                                | 0 – 0                                                                    | Rep. del Congo                                                           | Qual. Coppa d'Africa 2008                                                | -                                                                        |                                                                          |
| 8-10-2006                                                                | Lusaka                                                                   | Zambia                                                                   | 0 – 1                                                                    | Sudafrica                                                                | Qual. Coppa d'Africa 2008                                                | -                                                                        |                                                                          |
| 15-11-2006                                                               | Brentford                                                                | Egitto                                                                   | 1 – 0                                                                    | Sudafrica                                                                | Amichevole                                                               | -1                                                                       |                                                                          |
| 12-3-2007                                                                | Johannesburg                                                             | Sudafrica                                                                | 1 – 1                                                                    | eSwatini                                                                 | Amichevole                                                               | -1                                                                       |                                                                          |
| 24-3-2007                                                                | N'Djaména                                                                | Ciad                                                                     | 0 – 3                                                                    | Sudafrica                                                                | Qual. Coppa d'Africa 2008                                                | -                                                                        |                                                                          |
| 28-3-2007                                                                | Johannesburg                                                             | Sudafrica                                                                | 0 – 1                                                                    | Bolivia                                                                  | Amichevole                                                               | -1                                                                       |                                                                          |
| 2-6-2007                                                                 | Durban                                                                   | Sudafrica                                                                | 4 – 0                                                                    | Ciad                                                                     | Qual. Coppa d'Africa 2008                                                | -                                                                        |                                                                          |
| 17-6-2007                                                                | Brazzaville                                                              | Rep. del Congo                                                           | 1 – 1                                                                    | Sudafrica                                                                | Qual. Coppa d'Africa 2008                                                | -1                                                                       |                                                                          |
| 22-8-2007                                                                | Glasgow                                                                  | Scozia                                                                   | 1 – 0                                                                    | Sudafrica                                                                | Amichevole                                                               | -1                                                                       |                                                                          |
| 8-9-2007                                                                 | Città del Capo                                                           | Sudafrica                                                                | 1 – 3                                                                    | Zambia                                                                   | Amichevole                                                               | -3                                                                       |                                                                          |
| 12-9-2007                                                                | Johannesburg                                                             | Sudafrica                                                                | 0 – 0                                                                    | Uruguay                                                                  | Amichevole                                                               | -                                                                        | 46’                                                                      |
| 17-10-2007                                                               | Siena                                                                    | Italia                                                                   | 2 – 0                                                                    | Sudafrica                                                                | Amichevole                                                               | -2                                                                       |                                                                          |
| 17-11-2007                                                               | Johannesburg                                                             | Sudafrica                                                                | 0 – 1                                                                    | Stati Uniti                                                              | Amichevole                                                               | -1                                                                       |                                                                          |
| 20-11-2007                                                               | Durban                                                                   | Sudafrica                                                                | 2 – 0                                                                    | Canada                                                                   | Amichevole                                                               | -                                                                        |                                                                          |
| 13-1-2008                                                                | Durban                                                                   | Sudafrica                                                                | 2 – 0                                                                    | Mozambico                                                                | Amichevole                                                               | -                                                                        |                                                                          |
| 1-6-2008                                                                 | Abuja                                                                    | Nigeria                                                                  | 2 – 0                                                                    | Sudafrica                                                                | Qual. Mondiali 2010                                                      | -2                                                                       |                                                                          |
| 12-8-2009                                                                | Città del Capo                                                           | Sudafrica                                                                | 1 – 3                                                                    | Serbia                                                                   | Amichevole                                                               | -3                                                                       | 46’                                                                      |
| 5-9-2009                                                                 | Leverkusen                                                               | Germania                                                                 | 2 – 0                                                                    | Sudafrica                                                                | Amichevole                                                               | -2                                                                       |                                                                          |
| 8-9-2009                                                                 | Limerick                                                                 | Irlanda                                                                  | 1 – 0                                                                    | Sudafrica                                                                | Amichevole                                                               | -1                                                                       |                                                                          |
| 17-11-2009                                                               | Bloemfontein                                                             | Sudafrica                                                                | 0 – 0                                                                    | Giamaica                                                                 | Amichevole                                                               | -                                                                        |                                                                          |
| Totale                                                                   |                                                                          | Presenze                                                                 | 24                                                                       |                                                                          | Reti                                                                     | -22                                                                      |                                                                          |

## Palmarès

### Club

#### Competizioni internazionali
- Coppa delle Coppe d'Africa: 1

Kaizer Chiefs: 2001

#### Competizioni nazionali
- Campionato sudafricano: 2

Kaizer Chiefs: 2003-2004, 2004-2005